# 新勒熱夫區

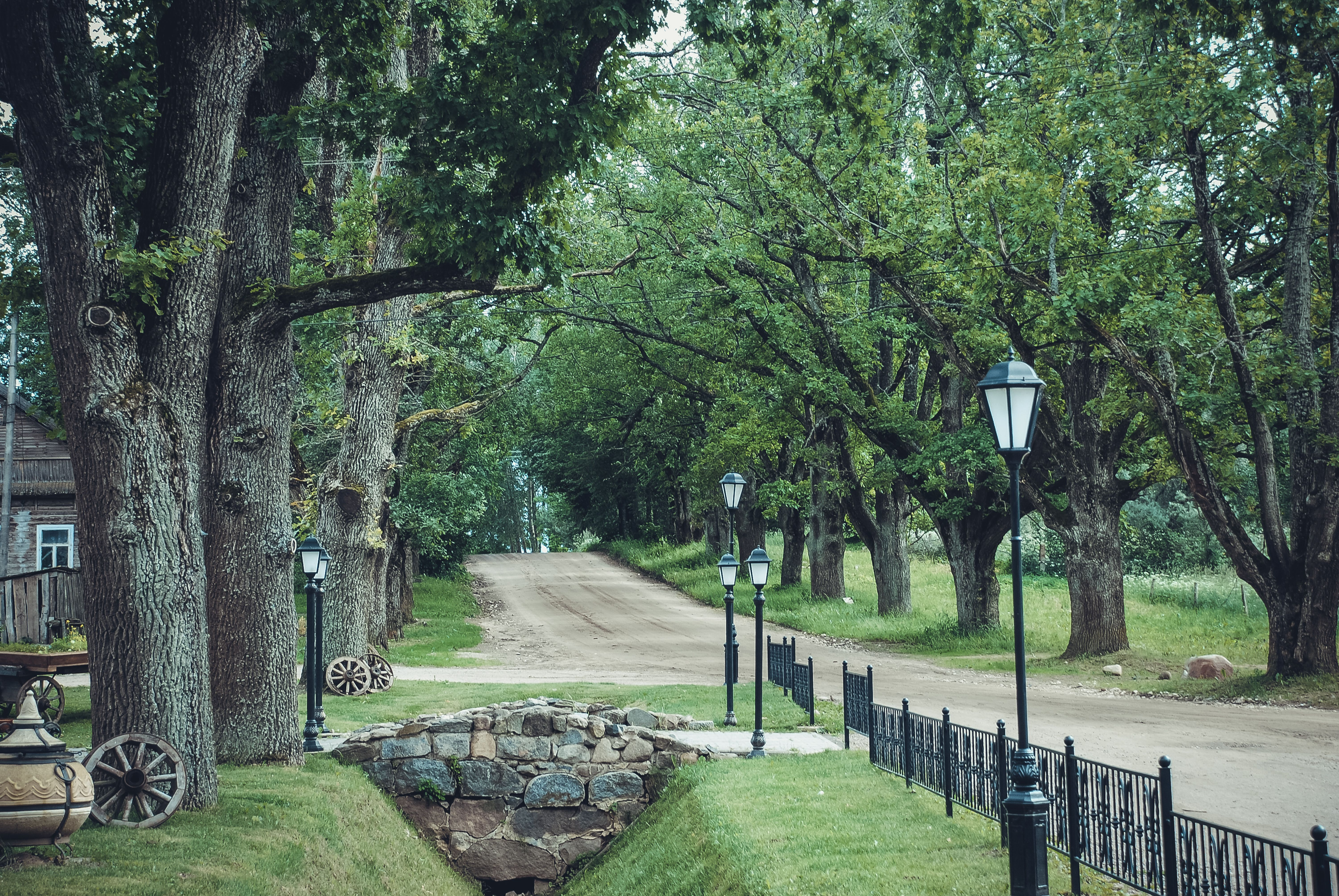

57°02′N 29°20′E / 57.033°N 29.333°E
新勒熱夫區（俄语：Новоржевский район），是俄羅斯的一個區，位於該國西北部，由普斯科夫州負責管轄，面積1,683平方公里，2010年人口9,334，人口密度每平方公里5.55人。